# Phrynon d'Athènes
Phrynon d'Athènes (grec ancien : Φρύνων Ἀθηναῖος) est un vainqueur olympique originaire de la cité d'Athènes.

## Description
C'est le nom du vainqueur du stadion d'une longueur d'un stade (environ 192 m) lors des 36e Jeux olympiques, en 636 av. J.-C., selon la liste d'Eusèbe de Césarée. Pourtant, l'historien Hippias de Rhêgion donne comme vainqueur Arytamas de Sparte cette année. 
Selon la Vie de Pittacos de Diogène Laërce, il est désigné comme vainqueur olympique du pancrace,.
Phrynon aurait été tué vers 607 ou 606 av. J.-C. — durant la deuxième année suivant la 43e Olympiade selon Eusèbe — en combat singulier par Pittacos de Mytilène lors d'un conflit entre les deux cités pour le contrôle de Sigée dans l'Achillétide, le territoire du tombeau d'Achille. Ce combat est retranscrit par trois sources antiques : Diogène Laërce (Vies des philosophes, I, 74), Strabon (Géographie, XIII, 1, 38) et Plutarque (Œuvres morales – De la malignité d'Hérodote, 15, 858a-b).

## Sources
- Diogène Laërce, Vies et doctrines des philosophes illustres, Le livre de poche, coll. « La Pochothèque », 1999
- (en) Paul Christesen, Olympic Victor Lists and Ancient Greek History, New York, Cambridge University Press, 2007, 580 p. (ISBN 978-0-521-86634-7).
- Eusèbe de Césarée, Chronique, Livre I, 70-82. Lire en ligne.
- (en) Mark Golden, Sport in the Ancient World from A to Z, Londres, Routledge, 2004, 184 p. (ISBN 0-415-24881-7).
- (en) David Matz, Greek and Roman Sport : A Dictionnary of Athletes and Events from the Eighth Century B. C. to the Third Century A. D., Jefferson et Londres, McFarland & Company, 1991, 169 p. (ISBN 0-89950-558-9)
- (it) Luigi Moretti, « Olympionikai, i vincitori negli antichi agoni olimpici », Atti della Accademia Nazionale dei Lincei, vol. VIII,‎ 1959, p. 55-199.